# Леко (округ)
Округ Леко (итал. Provincia di Lecco) је округ у оквиру покрајине Ломбардије у северној Италији. Седиште округа покрајине и највеће градско насеље је истоимени град Леко.
Површина округа је 816 км², а број становника 328.057 (2008. године).

## Природне одлике
Округ Леко се налази у северном делу државе, без излаза на море. Јужни део округа је равничарског карактера, у области Падске низије. Северни, већи део чине ниже планине предалпског појаса. У западном делу округа налази се језеро Комо.

## Становништво
По последњим проценама из 2008. године у округу Леко живи више више од 320.000 становника. Густина насељености је изузетно велика, преко 400 ст/км². Посебно је густо насељено подручје јужно од града Лека, а део урбаног подручја Милана.
Поред претежног италијанског становништва у округу живе и велики број досељеника из свих делова света.

## Општине и насеља
У округу Леко постоји 90 општина (итал. Comuni).
Најважније градско насеље и седиште округа је град Леко (46.000 становника), који са предграђима окупља два пута више становништва.